# Campeonato Sul-Americano de Atletismo Juvenil de 2004
O Campeonato Sul-Americano de Atletismo Juvenil de 2004 foi a 17ª edição da competição de atletismo organizada pela CONSUDATLE, para atletas com até 18 anos, classificados como juvenil. O evento foi realizado no Estádio Modelo Alberto Spencer, em Guayaquil, no Equador, entre 25 e 26 de setembro de 2004. Contou com a presença de aproximadamente 259 atletas de 12 nacionalidades distribuídos em 42 provas.

## Medalhistas
Esses foram os resultados do campeonato. Resultados completos podem ser encontrados no site "World Junior Athletics History". 

### Masculino
| Evento                         | Ouro                                                                      | Ouro     | Prata                                                                      | Prata    | Bronze                                                                     | Bronze   |
| ------------------------------ | ------------------------------------------------------------------------- | -------- | -------------------------------------------------------------------------- | -------- | -------------------------------------------------------------------------- | -------- |
| 100 metros                     | Nicolás Piorno (ARG)                                                      | 10.68    | Nicoll Navas (COL)                                                         | 10.83    | Diego Vuyk (PAR)                                                           | 10.85    |
| 200 metros                     | José Martins (BRA)                                                        | 21.82 w  | Jorge dos Santos (BRA)                                                     | 22.01 w  | Nicolás Piorno (ARG)                                                       | 22.05 w  |
| 400 metros                     | Dimas de Lima (BRA)                                                       | 49.14    | Geraldo Ramírez (PER)                                                      | 49.42    | Esteban Lucero (ECU)                                                       | 49.52    |
| 800 metros                     | Cristian Crobat (ARG)                                                     | 1:53.6   | Geraldo Ramírez (PER)                                                      | 1:55.4   | Rodrigo Navarro (PER)                                                      | 1:55.8   |
| 1 500 metros                   | Luís Barboza (BRA)                                                        | 3:56.9   | Antônio Miranda (BRA)                                                      | 3:58.1   | Cristian Crobat (ARG)                                                      | 3:59.4   |
| 3 000 metros                   | Joilson da Silva (BRA)                                                    | 8:33.4   | Mario Bazán (PER)                                                          | 8:33.6   | Martín Ñancucheo (ARG)                                                     | 8:42.3   |
| 10 km marcha atlética          | Herbert de Almeida (BRA)                                                  | 47:08.17 | Mauricio Arteaga (ECU)                                                     | 47:48.58 | Robinson Vivar (ECU)                                                       | 48:19.07 |
| 110 metros barreiras           | Jonathan Davis (VEN)                                                      | 13.94    | Jorge McFarlane (PER)                                                      | 14.28    | Rivamar Alexandre (BRA)                                                    | 14.38    |
| 400 metros barreiras           | Esteban Lucero (ECU)                                                      | 52.88    | Jangleson Dornelas (BRA)                                                   | 54.15    | Jean Pierre Málaga (PER)                                                   | 54.73    |
| 2.000 metros com obstáculos    | José Peña (VEN)                                                           | 5:52.2   | Mario Bazán (PER)                                                          | 5:58.9   | Ruguevam da Silva (BRA)                                                    | 5:59.8   |
| 1.000 metros revezamento sueco | Brasil · Jorge dos Santos · Raoni Amaral · Bruno de Barros · José Martins | 42.42    | Equador · Juan Venegas · Pedro Astudillo · Marcelo Bucheli · Byron Casfort | 42.63    | Colômbia · Marco Ibargüen · José Guzmán · Lindon Aguache · Nicoll Navas    | 42.65    |
| 4×100 metros estafetas         | Brasil · Jonas Silva · José Martins · Jorge dos Santos · Dimas de Lima    | 1:55.7   | Equador · Luis Gárate · Marcelo Bucheli · Juan Venegas · Esteban Lucero    | 1:57.8   | Chile · Tomás González · Cristián Pérez · Andres Gazmuri · Pablo Navarrete | 1:58.0   |
| Salto em altura                | Alberth Bravo (VEN)                                                       | 2.01     | Luis Salazar (COL)                                                         | 2.01     | Fermín Gándara (ARG) · Maycon Volpato (BRA)                                | 1.95     |
| Salto com vara                 | Germán Chiaraviglio (ARG)                                                 | 5.20     | Tomás González (CHI)                                                       | 4.40     | Renato Oliveira (BRA)                                                      | 4.20     |
| Salto em comprimento           | Marcos Ibargüen (COL)                                                     | 7.37w    | Cleiton Sabino (BRA)                                                       | 7.15     | Emerson Roth (ARG)                                                         | 7.03     |
| Salto triplo                   | Ronald Belisario (VEN)                                                    | 15.40    | Marcos Ibargüen (COL)                                                      | 15.34    | Hugo Chila (ECU)                                                           | 15.30    |
| Arremesso de peso              | Raoni de Morais (BRA)                                                     | 17.78    | Gertymilluson Maciel (BRA)                                                 | 17.43    | Luigi D'Amato (VEN)                                                        | 17.21    |
| Lançamento de disco            | Guillermo Bittor (ARG)                                                    | 54.62    | Jorge Cuevas (CHI)                                                         | 52.95    | Jorge Fonck (CHI)                                                          | 51.41    |
| Lançamento do martelo          | Juan Charadía (ARG)                                                       | 63.95    | Gary Léon (ECU)                                                            | 60.32    | Sergio Vidal (ARG)                                                         | 59.20    |
| Lançamento do dardo            | Víctor Fatecha (PAR)                                                      | 70.69    | Adalberto da Silva (BRA)                                                   | 61.43    | François Pouzet (CHI)                                                      | 61.29    |
| Octatlo                        | Luiz Alberto de Araújo (BRA)                                              | 5966     | Orlando Bomfin (BRA)                                                       | 5712     | Daniel Morada (ARG)                                                        | 5322     |

### Feminino
| Evento                         | Ouro                                                                             | Ouro    | Prata                                                                   | Prata   | Bronze                                                                               | Bronze  |
| ------------------------------ | -------------------------------------------------------------------------------- | ------- | ----------------------------------------------------------------------- | ------- | ------------------------------------------------------------------------------------ | ------- |
| 100 metros                     | Franciela Krasucki (BRA)                                                         | 11.43 w | Yomara Hinestroza (COL)                                                 | 11.67 w | Dianne Munroe (GUY)                                                                  | 11.90 w |
| 200 metros                     | Franciela Krasucki (BRA)                                                         | 23.92 w | Yomara Hinestroza (COL)                                                 | 24.35 w | Jessica Perea (ECU)                                                                  | 24.51 w |
| 400 metros                     | Alejandra Idrobo (COL)                                                           | 55.74   | Deysi Tenorio (ECU)                                                     | 56.11   | Nicole Manríquez (CHI)                                                               | 56.18   |
| 800 metros                     | Jessica Quispe (PER)                                                             | 2:10.5  | Diana Armas (ECU)                                                       | 2:10.8  | Karina Cedeño (ECU)                                                                  | 2:11.8  |
| 1 500 metros                   | Jessica Quispe (PER)                                                             | 4:21.6  | Rocío Huillca (PER)                                                     | 4:28.5  | Yulibeth Jiménez (VEN)                                                               | 4:29.8  |
| 3 000 metros                   | Jessica Quispe (PER)                                                             | 9:29.8  | Michele das Chagas (BRA)                                                | 9:55.9  | Militza Saucedo (BOL)                                                                | 10:00   |
| 5 km marcha atlética           | Johana Ordóñez (ECU)                                                             | 24:36.6 | Ingrid Hernández (COL)                                                  | 25:06.4 | Pilar Rayo (COL)                                                                     | 25:26.7 |
| 100 metros barreiras           | Gisele de Albuquerque (BRA)                                                      | 14.02   | Daiana Sturtz (ARG)                                                     | 14.52   | Eliecith Palacios (COL)                                                              | 14.57   |
| 400 metros barreiras           | Wanessa Zavolski (BRA)                                                           | 62.5    | Karina Caicedo (ECU)                                                    | 63.5    | Gisele Cruz (BRA)                                                                    | 65.3    |
| 2.000 metros com obstáculos    | Sabine Heitling (BRA)                                                            | 6:34.7  | Yulibeth Jiménez (VEN)                                                  | 6:48.9  | Tatiane da Silva (BRA)                                                               | 7:08.5  |
| 1.000 metros revezamento sueco | Brasil · Josiane Valentim · Tatiane Ferraz · Franciela Krasucki · Natassia Bourg | 46.41   | Equador · Lorena Mina · Karina Caicedo · Jessica Perea · Jazmin Caicedo | 46.88   | Colômbia · Yomara Hinestroza · Jazmin Córdoba · Alejandra Idrobo · Eliecith Palacios | 47.29   |
| 4×100 metros estafetas         | Brasil · Franciela Krasucki · Fernanda Aprigio · Gisele Cruz · Kamila Miranda    | 2:11.6  | Equador · Erika Chávez · Daisy Tenorio · Jessica Perea · Lorena Mina    | 2:11.8  | Colômbia · Alejandra Idrobo · Jazmin Córdoba · Eliecith Palacios · Yomara Hinestroza | 2:13.2  |
| Salto em altura                | Tamara Maass (CHI)                                                               | 1.74    | Aline Santos (BRA)                                                      | 1.74    | Verónica Davis (VEN)                                                                 | 1.71    |
| Salto com vara                 | Keisa Monterola (VEN)                                                            | 3.80    | Valeria Chiaraviglio (ARG)                                              | 3.60    | Eliana Martínez (COL)                                                                | 3.30    |
| Salto em comprimento           | Kauiza Venâncio (BRA)                                                            | 5.67    | Vianka Vargas (BOL)                                                     | 5.67    | Gisele de Albuquerque (BRA)                                                          | 5.64    |
| Salto triplo                   | Karla de Souza (BRA)                                                             | 12.44   | Verónica Davis (VEN)                                                    | 12.38   | Vianka Vargas (BOL)                                                                  | 11.83   |
| Arremesso de peso              | Rocío Comba (ARG)                                                                | 14.65   | Natalia Ducó (CHI)                                                      | 12.64   | Viviani da Silva (BRA)                                                               | 12.10   |
| Lançamento de disco            | Rocío Comba (ARG)                                                                | 43.30   | Aixa Middleton (PAN)                                                    | 39.17   | Noelia Brezzo (ARG)                                                                  | 38.98   |
| Lançamento do martelo          | Marynna de Jesus (BRA)                                                           | 51.10   | Gisela Cardozo (BRA)                                                    | 49.92   | Wilmary González (VEN)                                                               | 45.98   |
| Lançamento do dardo            | Jucilene de Lima (BRA)                                                           | 48.04   | Tatiane Ramos (BRA)                                                     | 41.61   | Valeria Ponce (PER)                                                                  | 40.58   |
| Heptatlo                       | Tamiris Delfino (BRA)                                                            | 4714    | Tatiane Ramos (BRA)                                                     | 4538    | Madeleine Rondón (VEN)                                                               | 4491    |

## Quadro de medalhas (não oficial)
| Ordem | País      | Medalha de ouro | Medalha de prata | Medalha de bronze | Total |
| ----- | --------- | --------------- | ---------------- | ----------------- | ----- |
| 1     | Brasil    | 21              | 12               | 8                 | 41    |
| 2     | Argentina | 7               | 2                | 8                 | 17    |
| 3     | Venezuela | 5               | 2                | 5                 | 12    |
| 4     | Peru      | 3               | 6                | 3                 | 12    |
| 5     | Equador   | 2               | 9                | 5                 | 16    |
| 6     | Colômbia  | 2               | 6                | 6                 | 14    |
| 7     | Chile     | 1               | 3                | 4                 | 8     |
| 8     | Paraguai  | 1               | 0                | 1                 | 2     |
| 9     | Bolívia   | 0               | 1                | 2                 | 3     |
| 10    | Panamá    | 0               | 1                | 0                 | 1     |
| 11    | Guiana    | 0               | 0                | 1                 | 1     |

## Troféus
Pontuação final para os três primeiros países foram publicados. 
| Posição | Nacionalidade | Pontos |
| ------- | ------------- | ------ |
| 1       | Brasil        | 437    |
| 2       | Equador       | 173    |
| 3       | Argentina     | 161    |

## Participantes (não oficial)
Uma contagem não oficial produziu o número de 259 atletas de 12 nacionalidades. Lista detalhada dos resultados podem ser encontradas no site "World Junior Athletics History" 
| - Argentina (28) - Bolívia (4) - Brasil (61) - Chile (33) | - Colômbia (27) - Equador (49) - Guiana (5) - Panamá (3) | - Paraguai (5) - Peru (24) - Uruguai (2) - Venezuela (18) |